# Faludi Dezső
Faludi Dezső (Budapest, 1939. április 20. – 2015. december 15. előtt) labdarúgó, fedezet.

## Pályafutása
1963 és 1972 között a Csepel SC játékosa volt. 203 élvonalbeli mérkőzésen szerepelt és kilenc gólt szerzett. Kezdetben a csatársorban szerepelt, majd pályafutása jelentős részében fedezetként játszott. Visszavonulása előtt már hátvédként is pályára lépett.

## Sikerei, díjai
- Közép-európai kupa (KK)
  - elődöntős: 1970–71